# Aéroport de Canberra
Pour les articles homonymes, voir CBR.
L'aéroport de Canberra (code IATA : CBR • code OACI : YSCB) est un aéroport domestique du Territoire de la capitale australienne desservant la ville de Canberra, capitale fédérale de l'Australie. L'aéroport est située à environ 3,5 km dans la banlieue est de la ville.

## Galerie

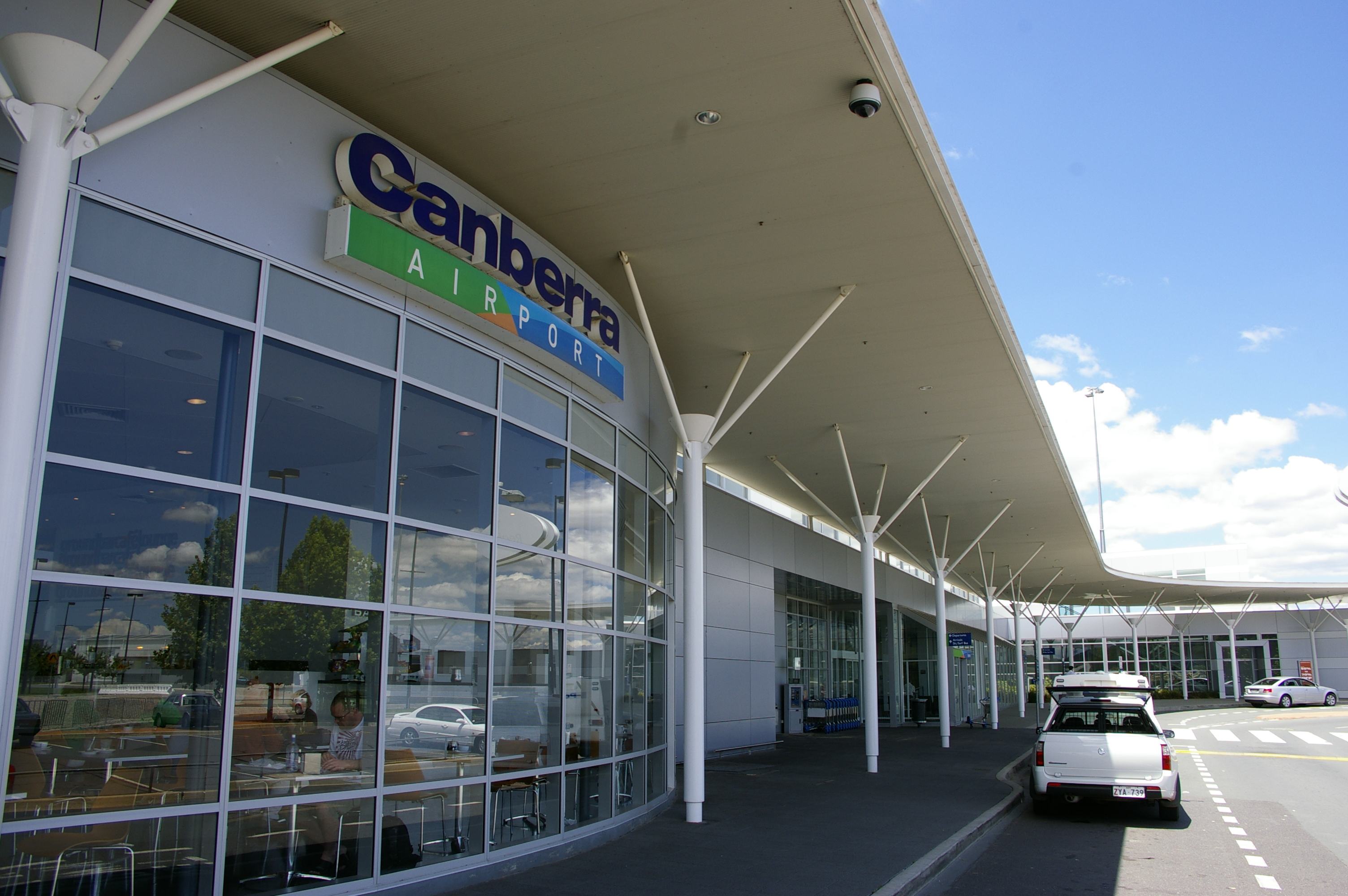
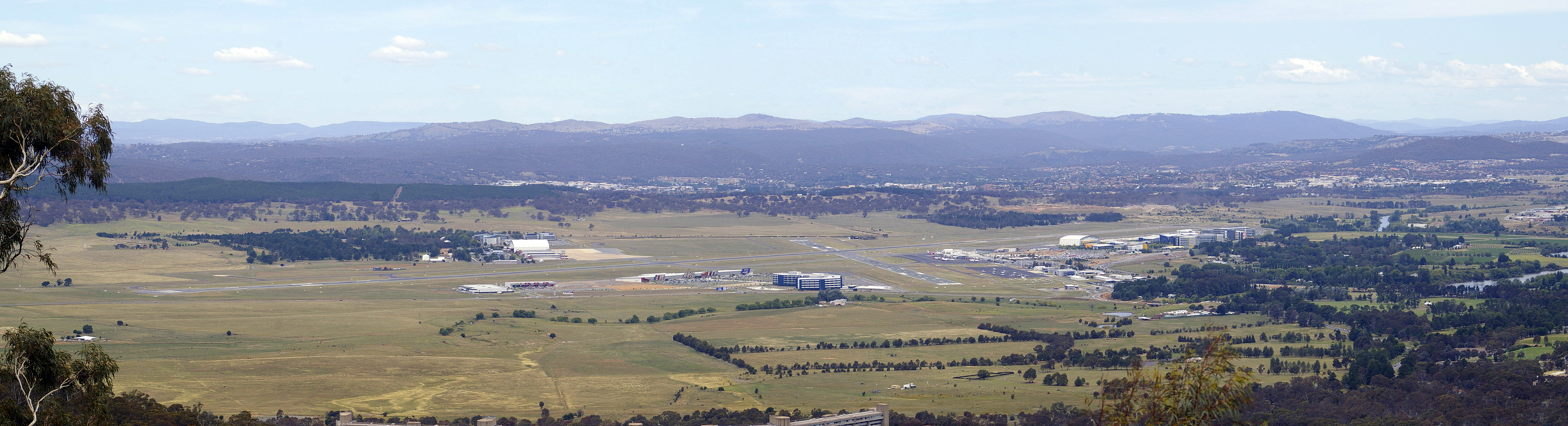
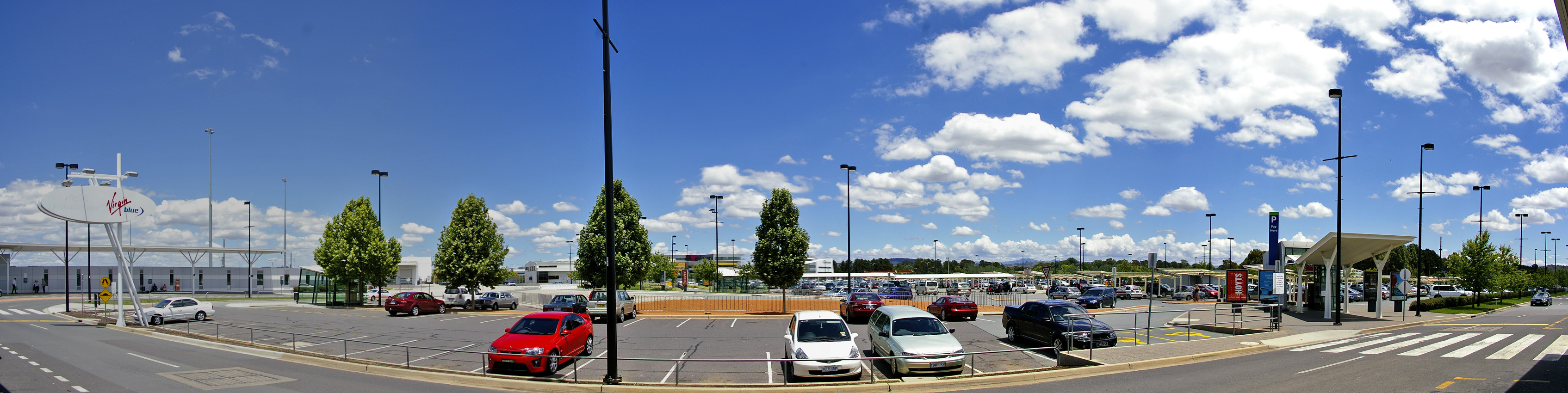
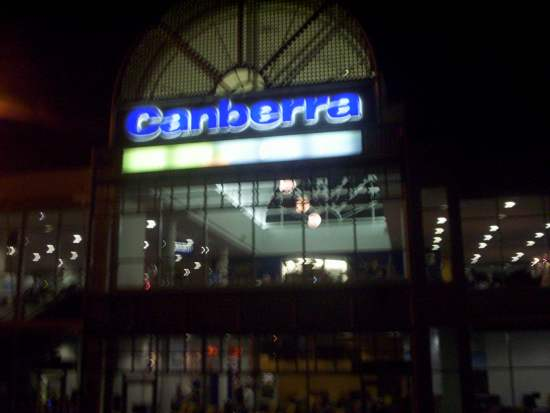

## Situation
| Alice Springs Sydney Melbourne Brisbane Perth Adélaïde Darwin Gold Coast Cairns Hobart Canberra Townsville Launceston Newcastle Mackay Sunshine Coast Port Hedland Ayers Rock-Uluru |

## Statistiques
Pour des raisons techniques, il est temporairement impossible d'afficher le graphique qui aurait dû être présenté ici.

Voir la requête brute et les sources sur Wikidata.

### Impact de la pandémie de Covid-19
Pour des raisons techniques, il est temporairement impossible d'afficher le graphique qui aurait dû être présenté ici.

Voir la requête brute et les sources sur Wikidata.

## Compagnies et destinations
| Compagnies         | Destinations                                                                       |
| ------------------ | ---------------------------------------------------------------------------------- |
| FlyPelican         | Newcastle (Nouvelle Galles du Sud)                                                 |
| Qantas             | Adélaïde, Brisbane, Melbourne-Tullamarine, Perth, Sydney-K. Smith                  |
| QantasLink         | Brisbane, Melbourne-Tullamarine, Sydney-K. Smith                                   |
| Qatar Airways      | Doha-Hamad                                                                         |
| Singapore Airlines | Singapour-Changi                                                                   |
| Virgin Australia   | Adélaïde, Brisbane, Gold Coast-Coolangatta, Melbourne-Tullamarine, Sydney-K. Smith |

Édité le 16/11/2019